# Норман Прічард
Норман Гілберт Прічард (англ. Norman Gilbert Pritchard; 23 червня 1877, Калькутта, Бенгальське президентство, Велика Британія — 30 жовтня 1929, Норволк, США) — індійський легкоатлет і актор німого кіно, дворазовий срібний призер літніх Олімпійських ігор 1900 року.

## Спортивна кар'єра

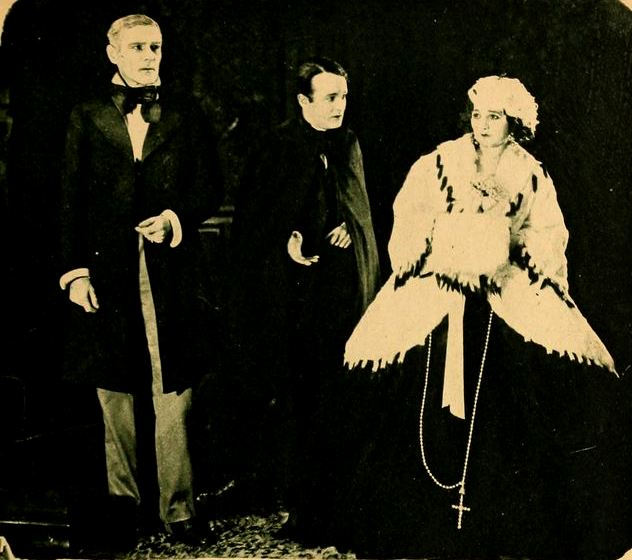
Норман Прічард (праворуч), у фільмі «Романс» (1920)

Прічард народився 23 червня 1875 року в Калькутті, Індія. Він навчався у Коледжі святого Хав'єра, та виступав за футбольну команду свого коледжу. Виступаючи за команду він став автором першого хет-трику зафіксованого в турнірах Індії. Також Прічард займався бігом і сім разів перемагав у Бенгалії на змаганнях зі спринту на 100 ярдів.
У 1900 році він відвідав Лондон у справах фірми де він працював. Окрім торгівлі на джутовій біржі Прічард продовжував займатися спортом. Він став членом престижного Лондонського атлетичного клубу та переміг у змаганнях на 100 ярдів, на 120 ярдів з бар'єрами та 440 ярдів з бар'єрами серед членів клубу. Згодом Прічард брав участь у Британському атлетичному чемпіонаті, де виступав за Бенгальський президентський атлетичний клуб. Вдалий виступ на чемпіонаті допоміг йому отримати право участі на Олімпіаді у Парижі.
Прічард брав участь у п'яти спринтерських дисциплінах. 14 липня він змагався у бігу на 100 м та на 110 м з бар'єрами. У першому змаганні він спочатку виграв перший раунд, але потім зайняв друге місце у півфіналі. Далі він міг пройти тільки в разі перемоги в додатковому забігу, але в ньому він також зайняв друге місце. У бар'єрному бігу він спочатку виграв півфінал, але не зміг фінішувати у фіналі.
Наступного дня, 15 липня, він брав участь у півфінальному забігу на 60 м, але зайняв у ньому лише третє місце, що не дозволило йому пройти далі. 16 липня, він змагався на ще одній бар'єрній дистанції — 200 м. Вигравши попередній півфінал, він посів друге місце у фіналі, здобувши срібну медаль.
У свій останній день змагань, 22 липня, Прічард брав участь в бігу на 200 м. Спочатку він зайняв друге місце в півфіналі, а потім і у фіналі, ставши дворазовим срібним призером .
Норман Прічард разом з Ферідуном Мальком-ханом стали першими спортсменами на Іграх з Азії. Хоча на олімпіаді Прічард виступав за команду Великої Британії, МОК визнає його індійським спортсменом.
Після Олімпійських ігор він працював секретарем у Індійській футбольній асоціації з 1900 по 1902. Після цього переїхав до Англії в 1905 році.

## Акторська кар'єра
Одного разу під час свого перебування у Англії Прічарда попросили описати урочистий прийом на честь лорда Керзона у Делі. Виступом був вражений відомий актор, сер Чарльз Вундхем. Він запропонував Прічарду стати актором. Спочатку він грав у виставах Вундхема, а згодом переїхав до США та почав виступати на Бродвеї та зніматися у кінофільмах. Прічард знявся у 28 німих фільмах під псевдонімом Норман Тревор. Він працював у фільмах різних жанрів — драма, комедія, мелодрама і пригодницький фільм. Найбільше відомий працею у таких стрічках: «Красунчик Жест», «Танцюючі матері» та «Сорелл і син». Прічард знімався до самої своєї смерті, помер 30 жовтня 1929 року у Норволці, передмісті Лос-Анджелеса через хворобу мозку.